# Урсула Мартінез
Урсула Мартінез (англ. Ursula Martinez; нар. 13 жовтня 1966, Лондон, Велика Британія) — британська ілюзіоністка, акторка та письменниця.

## Життєпис
Закінчила Університет Ланкастера, де вивчала театральне мистецтво. Розпочинала кар'єру в театрі, згодом перейшла на сольні виступи. Найбільшу популярність акторці приніс перформанс «Hanky Panky», що вперше демонструвався у Монреалі 2006 року. Володарка премії Лоуренса Олів'є в номінації «Кращий розважальний спектакль».
Співавторка сценарію документального фільму «Venkel's Syndrome», що вийшов на екрани 2001 року. Виконавиця однієї з головних ролей у короткометражному фільмі «Весільний еспресо» (Wedding Espresso), 2002 рік.

## Особисте життя
Урсула Мартінез є відкритою лесбійкою.